# آنا مارگریت مک کان
آنا مارگریت مک کان (انگلیسی: Anna Marguerite McCann; ۱۱ مهٔ ۱۹۳۳ – ۱۲ فوریهٔ ۲۰۱۷) دانشمند، و باستان‌شناس اهل ایالات متحده آمریکا بود.

## تحصیلات
او از دانش‌آموختگان دانشگاه ایندیانا، مدرسه روزانه رای کانتری و کالج ولزلی است.